# (5004) Bruch
(5004) Bruch est un astéroïde de la ceinture principale.

## Description
(5004) Bruch (1988 RR3) est un astéroïde de la ceinture principale, découvert le 8 septembre 1988 par Freimut Börngen à Tautenburg.
Il est nommé en hommage au compositeur allemand Max Bruch (1838–1920).